# Ethel Scull 36 veces
Ethel Scull 36 veces es una pintura realizada en 1963 por el artista estadounidense Andy Warhol, se encuentra en la colección del Museo Metropolitano de Arte. Fue el primer trabajo encargado a Warhol. La obra consta de cuatro filas de nueve columnas iguales, que representa a Ethel Redner Scull, una conocida coleccionista de arte moderno. La obra de arte es propiedad conjunta del Museo Whitney de Arte Estadounidense y el Museo Metropolitano de Arte.

## Ethel y Robert Scull
Ethel Scull con apellido de soltera Redner, nació en El Bronx, Nueva York en 1921.  Su padre era un rico propietario de una compañía de taxis.
Robert Scull nació en Nueva York de padres inmigrantes rusos que habían anglicanizado su nombre familiar de Sokolnikoff. Su infancia transcurrió en el Lower East Side de Manhattan. Su interés por el arte moderno empezó cuando visitó el Museo Metropolitano de Arte con diez años de edad.
Ethel Redner conoció a Robert Scull cuando era un ilustrador freelance y ella estaba estudiando en Parsons The New School for Design. Se casaron en 1944. Cuando el padre de Ethel se retiró,  distribuyó acciones de su empresa entre sus tres yernos. Robert Scull fue uno de los beneficiarios y constituyó de un próspero negocio.
Robert Scull compró toda la obra de Jasper Johns en su primera exposición. Ethel Scull 36 veces fue un regalo de Robert Scull para Ethel Scull en su 42 cumpleaños. Una vez que fue entrevistado con respecto a las acusaciones de que él y su esposa compraban arte como inversión y para su ascenso social, Robert Scull respondió: «todo es cierto, prefiero usar el arte para escalar que cualquier otra cosa.» En la cumbre de esta social ascensión se mostró la vergonzosa presentación de Ethel Scull ante el Duque de Windsor: se quedó sentada, simplemente levantó su mano para saludar.

## Creación
A principios de 1963 Robert Scull pidió a Warhol que pintara un retrato de su esposa del estilo del Díptico de Marilyn y de otras representaciones de Marilyn Monroe. En ese momento Scull estaban en el punto más alto de su fama. Warhol llevó a Ethel Scull a un fotomatón de Times Square y la incitó hacerse 300 fotografías en blanco y negro de ella misma. Warhol estuvo bromeando en un esfuerzo para hacer sus fotografías más naturales. Una tira de fotos coloreadas de esta sesión se encuentra en la colección del Museo J. Paul Getty.

## Retratos
Se ha informado que Warhol hizo alrededor de mil retratos, muchos de ellos fueron encargados. En 1974 aceptó una petición de Gunter Sachs para retratar a la entonces su esposa Brigitte Bardot, y también se hizo un retrato de Sachs. Otras obras de encargo incluyen en 1985 un retrato de Lana Turner pagado por la propia actriz.
Ethel Scull 36 veces, fue el primer retrato encargado a Warhol y el punto de partida en su negocio de hacer retratos a petición de celebridades ricas.

### Método de producción
Las representaciones anteriores de Warhol de personas fueron creadas a partir de imágenes impresas en los medios de comunicación. Se utilizó un cartel de película para la Díptico de Marilyn Ethel Scull 36 vecces fue la primera vez que Warhol creó una obra de arte directamente de fotografías.

## Propiedad
Después de divorciarse de su mujer, Robert Scull reclamó la propiedad de la pintura. Ethel Scull reivindicó la obra artística, ya que era un regalo recibido por su entonces marido y por lo tanto de su posesión. La obra de arte está compartida entre el Museo Whitney de Arte Estadounidense y el Museo Metropolitano de Arte.